# Barak (Mazovie)
Pour les articles homonymes, voir Barak.
Barak [ˈbarak] est un village polonais, dans le Powiat de Szydłowiec et dans la voïvodie de Mazovie dans le centre-est de la Pologne.
Il est situé à environ 4 kilomètres au sud de Szydłowiec et à 114 kilomètres au sud de Varsovie.

Sa population compte 218 habitants.